# 紅胸麗扁鐵甲蟲
紅胸麗扁鐵甲蟲（学名：Callispa ruficollis）为金花蟲科麗扁鐵甲蟲下的一个种。